# Адаевская лошадь
Адаевская лошадь (каз. Адай жылқысы) — местная лошадь юго-запада Казахстана. Выведена в Мангыстауской области путём улучшения казахской лошади туркменскими и азиатскими породами. Разводится в настоящее время в Казахстане и прилегающих территориях. Основным ареалом распространения является степная территория между Каспийским и Аральским морями.
Название адайская лошадь порода получила по названию рода адай племени алшын , живущего на территории Мангыстау.
Как и все казахские лошади, пасется самостоятельно, зимой основной метод питания — тебенёвка (зимняя пастьба, добыча лошадьми корма из-под снега глубиной до 40 см).
Другое название данной лошади — мангистауский тулпар. Само название тулпар взято из тюркской мифологии, где оно означает крылатого или летящего по небу коня.

## О породе
Эта лошадь хорошо приспособлена к жаркому климату и табунному содержанию, то есть лошади практически круглый год самостоятельно пасутся в степи, присматриваемые чабанами. Основные масти у этой породы серая, гнедая, рыжая, соловая, саврасая и буланая, реже встречается вороная масть; высота в холке 136—140 см.. Лошади данной породы не требовательны к условиям содержания и хорошо приспособлены для жизни в табуне, поэтому издавна используется как молочное и мясное животное. Вынослива под седлом и в упряжи, имеет удовлетворительную резвость, энергична, имеет высокую работоспособность. У адайской лошади короткий шаг, порода склонна к тропоту. При движении рысью шаг широкий, лошадь высоко поднимает ноги, что делает её хорошо приспособленной для движения по пескам.
Обладают бесконфликтным по отношению к человеку характером, быстро привязываются к хозяину, подходят для работы с детьми.

### Внешний вид
Высокая, с развитой мускулатурой лошадь сухого типа телосложения. Имеет лёгкую, пропорционально сложенную голову. Шея прямая и тонкая, средней длины, с хорошо выраженной холкой. Тело вытянутое, спина прямая, круп спущенный.
Порода относится к верховым.
Особенностью данной лошади является то, что она способна до нескольких суток обходиться без воды, что сделало очень удобным ее содержание в условиях степи. Также выносливость лошадей этой породы делает их хорошо подходящими для конных соревнований.

### Применение
Лошади адайской породы хорошо подходят для работы под седлом, в том числе для участия в конном спорте. Работа в упряжи дается данным лошадям несколько хуже, но удовлетворительные результаты могут быть достигнуты при увеличенном количестве тренировок.
Также данная порода подходит для мясомолочного коневодства. Кобыла адайской породы дает от 11 до 14 литров молока в сутки.

## Официальное признание породы
Недавно порода получила официальное признание. Произошло это в 2011 году. Признание породы проходило с беговыми испытаниями, по результатам которых все участвовавшие в  них лошади получили паспорт Федерации конного спорта Республики Казахстан .
Всего в государственных испытаниях на получение "нулевых" родословных приняли участие 37 лошадей, которые и стали теперь официальными родоначальниками породы.
С 2019 года лошади этой породы начали участвовать в международных соревнованиях.

## Интересные факты
Лошади этой породы активно применялись на фронтах Второй мировой войны. Известно, что на скакуне адайской породы ездил командир эскадрона капитан Ерденбек Неткалиев.
В 1956 году был зарегистрирован мировой рекорд по непрерывной скачке по пересечённой местности, принадлежащий лошади адайской породы. Всадник на адайском скакуне за сутки смог преодолеть 360 километров.